# Leslie Carter
Leslie Barbara Carter (Tampa, 6 giugno 1986 – Westfield, 31 gennaio 2012) è stata una cantante statunitense.

## Biografia
Nata in Florida da Robert Gene Carter e Jane Elizabeth Carter, è la terza di sei figli tra cui i cantanti Aaron Carter e Nick Carter (Backstreet Boys). Nel 1999 ha firmato un contratto discografico con la DreamWorks Records. Nel gennaio 2001 pubblica il singolo Like Wow!, che appare nella colonna sonora del film d'animazione Shrek. Il suo album discografico d'esordio Like Wow!, la cui uscita era prevista per l'aprile 2001, non è mai stato pubblicato.
Nel 2006 ha fatto parte, con i suoi fratelli, del cast del reality show House of Carters. Nel 2008 si è sposata con Mike Ashton ed è andata a vivere in Canada. Proprio in Canada ha ricominciato a cantare e a esibirsi con un gruppo chiamato The Other Half. Nel 2004 ha avuto una figlia. Nel gennaio 2012, a soli 25 anni, è deceduta vicino a New York. Alla base della sua morte vi era probabilmente una dipendenza da farmaci.